# Cubocephalus dreisbachi
Cubocephalus dreisbachi är en stekelart som beskrevs av Henry Keith Townes, Jr. 1962. Cubocephalus dreisbachi ingår i släktet Cubocephalus och familjen brokparasitsteklar. Inga underarter finns listade i Catalogue of Life.